# Thomas Manners

Armas de Manners, Condes y Duques de Rutland:

Thomas Manners, I conde de Rutland, XII barón de Ros de Helmsley, KG (c. 1497 - 20 de septiembre de 1543), del Castillo de Belvoir, Rutland, creado conde de Rutland por Enrique VIII en 1525.

## Orígenes
Thomas era el hijo de George Manners, XI barón de Ros (c. 1470-1513) y su mujer Anne St Leger (1476–1526). Sus abuelos maternos fueron Thomas St. Leger (c. 1440–1483) y Ana de York (1439–1476), hija de Richard Plantagenet, III duque de York y Cecilia Neville, que sería por tanto hermana de los reyes Eduardo IV (1461–1483) y de su hermano y sucesor, Ricardo III (1483–1485). Sus otros hermanos fueron Edmundo, conde de Rutland y George Plantagenet, duque de Clarence. Entre sus hermanas figuraban Isabel de York, duquesa de Suffolk y Margarita de York. Una de las primas carnales de Anne St Leger, Isabel de York, se casó con Enrique Tudor y fue la madre de Enrique VIII y abuela de Isabel I.

## Carrera
El 22 de junio de 1513 Thomas desembarcó en Calais en la expedición francesa. Tras la muerte de su padre, en 1513 se convirtió en barón de Ros, probablemente a los 16 o 17 años y fue convocado al Parlamento en 1515. Estuvo en el Campo de la tela de Oro en 1520 y en la entrevista entre Enrique VIII y el emperador Carlos V. En diciembre de 1521 fue nombrado copero real. En enero de 1522 fue nombrado mayordomo de Pickering, Yorkshire, y de abril a octubre de ese mismo año desempeño el cargo de guardián de las Marcas Orientales, cargo en el que fue sucedido por Henry Percy, VI conde de Northumberland. Recibió la guardianía del bosque de Sherwood el 12 de julio de 1524, cargo que se convertiría prácticamente en hereditario en su familia. Fue nombrado caballero de la Jarretera el 24 de abril de 1525 y el 18 de junio de 1525 fue nombrado conde  de Rutland, título anteriormente ostentado por miembros de la casa de York.
Fue un gran favorito de Enrique VIII, del que recibió numerosas prebendas, incluyendo la custodia de Enfield Chase el 12 de julio de 1526, y del castillo de Belvoir, que se convirtió en la principal residencia de  su familia. El 11 de octubre de 1532 desembarcó con el rey en Francia. Asistió a la coronación de Ana Bolena en 1533 y más tarde participó en su juicio. Rutland estuvo activamente comprometido en detener la peregrinación de la Gracia. Dirigió las operaciones conjuntamente con los condes de Huntingdon y Shrewsbury y marchó a Nottingham, Newark, Southwell, y Doncaster contra los rebeldes del norte.
Fue mayordomo de muchos monasterios, y, a través de sus antepasados, reclamó haber fundado varias casas. De ahí que en la disolución de los monasterios  recibió abundantes propiedades monásticas. En Leicestershire  obtuvo Charley, Garradon, y por intercambio, Croxton; en Yorkshire recibió Beverley, Warter, y Rievaulx por intercambio. Conjuntamente con Robert Tyrwhit, obtuvo Belvoir, Eagle, y Kyme en Lincolnshire, y en Yorkshire Nun Burnham.
Cuando Anne de Cleves llegó a Inglaterra para casarse con el rey, Rutland fue nombrado su lord Chambelán y se reunió con ella en Shooter's Hill antes de su llegada al palacio de Greenwich, después de su desafortunada entrevista con el rey en Rochester. En 1542 fue nombrado condestable de Nottingham Castle. Volvió a la frontera otra vez el 7 de agosto de 1542 como guardián de las Marcas, pero fue retirado por enfermedad en noviembre de ese mismo año. El 7 de noviembre escribió al Consejo del Norte desde Newark-on-Trent: "Como bien sabe Dios, estoy en un estado pobre y febril".  Murió el 20 de septiembre de 1543

## Caballero de la Jarretera

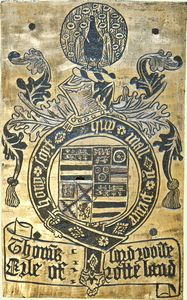
Placa de la Jarretera de Thomas Manners, Capilla de San Jorge, Windsor

Aproximadamente dos meses antes de recibir el título de conde, Manners fue nombrado caballero de la Jarretera por Enrique VIII en 1525. Su placa se conserva en la capilla de San Jorge, del castillo de Windsor, con la inscripción: Thom(a)s lord roosse, Erle de rotteland.

## Matrimonios y progenie
Contrajo matrimonio en dos ocasiones
- En primeras nupcias, aproximadamente 1512 con Elizabeth Lovell. El matrimonio finalizó en 1513.
- En segundas en 1523 con Eleanor Paston, hija de William Paston de Norfolk, con quien  tuvo descendencia.

### Hijos
- Henry Manners, II conde de Rutland (1526–1563)
- John Manners (c. 1534–1611), de Haddon Hall, Derbyshire, marido de Dorothy Vernon, y antepasado de condes y duques de Rutland
- Thomas Manners
- Roger Manners
- Oliver Manners

### Hijas
- Gertrude Manners, esposa de George Talbot, VI conde de Shrewsbury
- Anne Manners, casada con Henry Neville,V Conde de Westmorland
- Frances Manners, esposa de Henry Nevill,VI
- Katherine Maners esposa de Henry Capell, Sheriff de Essex.
- Elizabeth Manners (c. 1530 - 8 de agosto de 1570), esposa de Sir  John Savage de Rocksavage.
- Isabel Manners.

## Muerte y entierro
Murió el 20 de septiembre de 1543 y fue enterrado en la iglesia de Bottesford, Leicestershire. Su cuerpo fue embalsamado con especias adquiridas en Nottingham y un cirujano le encajó en cera. Un fontanero entonces le revistió en una ajustada concha de plomo.

## Monumento

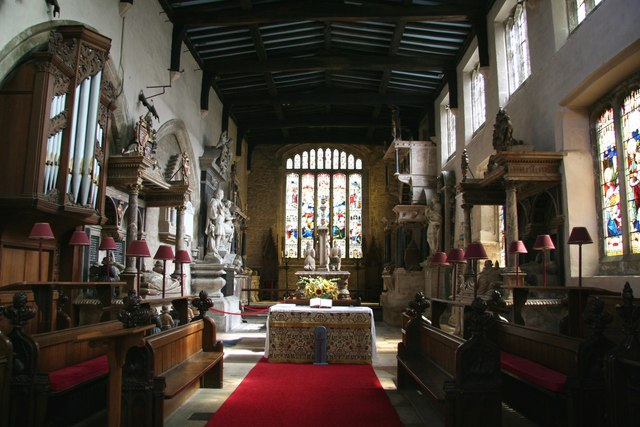
Vista de la cancela de la Iglesia de Santa María, Bottesford, con sus muchos monumentos a los Condes y Duques de Rutland

Su tumba de alabastro se conserva dentro de la cancela de la iglesia de Santa María, Bottesford, Leicestershire, fue creada por Richard Parker de Burton-on-Trent con John Lupton y su padre, en seis días, tras reforzar el suelo para soportar el peso de la tumba. Thomas Richard Parker "el hombre de alabastro" recibió £20 para la escultura y la supervisión de su colocación. Se ha conservado abundante información sobre los preparativos del funeral y el enterramiento. El monumento, además de conmemorar al conde y su esposa, marca el comienzo de los enterramientos de futuros condes y duques de la iglesia durante los siguientes 250 años.